# Mathieu Ceccaldi
Mathieu Ceccaldi (* 22. Oktober 1893 in Evisa, Département Corse-du-Sud; † 9. Dezember 1993 in Ajaccio) war ein französischer Romanist, Lexikograf und Erforscher der korsischen Sprache.

## Werke
- Dictionnaire corse-français. Pieve d'Evisa, Paris 1968, 1974, 2. Auflage 1982, 1988
- (Hrsg.) Anthologie de la littérature corse, Paris 1973
- (Hrsg.) Petite anthologie de la littérature corse, Paris 1975
- (Übersetzer) Alphonse Daudet, Lettare da u me mulinu. Fole di u luni, Paris 1980